# Algo Mais (álbum)
Algo Mais é o álbum de estreia do cantor Paulo César Baruk, lançado em 1996 pela gravadora Bompastor.

## Faixas
1. Rei dos Reis
2. Orvalho da Manhã
3. Poder Maior
4. É Jesus
5. Vitória
6. Algo Mais
7. Amor Igual Não Há
8. Bandeira de Paz
9. Cristo
10. Fogo Jeová
11. Mãos de Deus